# Bolivaritettix albus
Bolivaritettix albus är en insektsart som beskrevs av Sigfrid Ingrisch 2001. Bolivaritettix albus ingår i släktet Bolivaritettix och familjen torngräshoppor. Inga underarter finns listade i Catalogue of Life.